# Zephyranthes smallii
Zephyranthes smallii är en amaryllisväxtart som först beskrevs av Alexander, och fick sitt nu gällande namn av Hamilton Paul Traub. Zephyranthes smallii ingår i släktet Zephyranthes och familjen amaryllisväxter. Inga underarter finns listade i Catalogue of Life.